# Pseudolarentia monosticta
Pseudolarentia monosticta är en fjärilsart som beskrevs av Butler 1894. Pseudolarentia monosticta ingår i släktet Pseudolarentia och familjen mätare. Inga underarter finns listade.